# Вальсгаузен
Вальсгаузен (нім. Walshausen) — громада в Німеччині, розташована в землі Рейнланд-Пфальц. Входить до складу району Південно-Західний Пфальц. Складова частина об'єднання громад Цвайбрюккен-Ланд.
Площа — 4,63 км2. Населення становить 320 ос. (станом на 31 грудня 2020).